# Siergiej Pawłowicz
Siergiej Władimirowicz Pawłowicz ( ros. Сергей Владимирович Павлович; ur. 13 maja 1992 w Orłowskim) – rosyjski zawodnik mieszanych sztuk walki walczący w kategorii ciężkiej i były sambista. Od listopada 2018 roku związany z największą organizacja MMA na świecie, UFC.

## Życiorys
Siergiej Pawłowicz urodził się w 1992 roku we wsi Orłowskij, w obwodzie rostowskim. W wieku 5 lat zaczął uprawiać zapasy w stylu grecko-rzymskim pod okiem trenera Aleksandra Fedorowicza Aloyana. Trenował je do 11 klasy. Po odbyciu służby wojskowej zaczął trenować sambo bojowe.

## Kariera MMA

### Fight Nights Global
Pawłowicz rozpoczął profesjonalną karierę MMA w 2014 roku, walcząc w organizacji Fight Nights Global, w której wygrał 12 walk, nie ponosząc ani jednej porażki. 2 czerwca 2017 roku w wygranej walce z Michaiłem Mochnatkinem jednogłośną decyzją zdobył tytuł wagi ciężkiej. 19 listopada 2017 obronił ten tytuł w walce z Kirillem Sidelnikovem.

### UFC
Debiut dla amerykańskiej organizacji odbył 24 listopada 2018 na UFC Fight Night 141. Jego rywalem był doświadczony Holender, Alistair Overeem. Przegrał walkę przez TKO w pierwszej rundzie, notując pierwszą zawodową porażkę.
W drugiej walce zmierzył się z Marcelo Golmem dnia 20 kwietnia 2019 roku na UFC Fight Night: Overeem vs. Oleinik. Wygrał walkę przez nokaut w pierwszej rundzie. To zwycięstwo zapewniło mu pierwszą nagrodę bonusową za występ wieczoru.
26 października 2019 roku na UFC Fight Night 162 doszło do jego walki z Maurice'em Greene'em. Wygrał ponownie walkę przez nokaut w pierwszej rundzie.
Oczekiwano, że 8 sierpnia 2020 roku na UFC Fight Night 174 zmierzy się z Cirylem Gane'm, jednak musiał jednak wycofać się z powodu kontuzji.
Następnie oczekiwano, że 4 września 2021 roku na UFC Fight Night 191 zmierzy się z Tomem Aspinallem, jednak wycofał się na tydzień przed walką z powodu problemów wizowych i został zastąpiony przez Sergieja Spiwaka.
Jego kolejna walka z Tannerem Boserem, która miała się odbyć 4 grudnia 2021 roku na UFC on ESPN 31 również została odwołana, jednak tym razem ze względu na problemy z podróżą.
19 marca 2022 roku na UFC Fight Night 204 zmierzył się z Szamilem Abdurachimowem. Wygrał walkę przez techniczny nokaut w pierwszej rundzie. Dzięki temu zwycięstwu otrzymał bonus za występ wieczoru.
30 lipca 2022 roku na UFC 277 stanął do walki z bardziej doświadczonym Derrickiem Lewisem. Wygrał walkę przez TKO w niecałą minutę po rozpoczęciu walki. Przerwanie walki przez sędziego wywołało kontrowersje, gdyż zostało uznane za przedwczesne zarówno przez zawodników, jak i kibiców.
W ostatniej walce, w 2022 roku zmierzył się z Australijczykiem, Tai'em Tuivasą na UFC on ESPN 42. Pawłowicz odniósł piąte z rzędu zwycięstwo przez nokaut w pierwszej rundzie. Dzięki temu zwycięstwu otrzymał nagrodę za najlepszy występ wieczoru.
22 kwietnia 2023 roku na UFC Fight Night 222 w Las Vegas doszło do jego walki z Curtisem Blaydesem. Ponownie wygrał walkę w swoim stylu, przez TKO w pierwszej rundzie. Ten występ przyniósł mu później czwartą nagrodę bonusową za występ wieczoru.
4 marca 2023 roku był rezerwowym zastępstwem w razie wypadnięcia bohaterów walki mistrzowskiej na gali UFC 285.
11 listopada 2023 na gali UFC 295 w Nowym Jorku zawalczył z Anglikiem, Tom Aspinallem o tymczasowe mistrzostwo UFC w wadze ciężkiej, z powodu kontuzji Jona Jonesa i anulowania jego walki ze Stipe Miocicem. Pawłowicz przegrał po raz drugi w karierze przez nokaut. Już po 69 sekundach rundy został zastopowany uderzeniami przez rywala.
22 czerwca 2024 w tzw. Co-Main Evencie (drugiej walce wieczoru) gali UFC on ABC 6 w Rijadzie przegrał jednogłośnie na punkty z Aleksandrem Wołkowem.
Drugą walkę w stolicy Arabii Saudyjskiej stoczył 1 lutego 2025. Pawłowicz zmierzył się z Surinamczykiem, Jairzinho Rozenstruikiem. Zwyciężył jednogłośną decyzją sędziów. 

## Osiągnięcia

### Mieszane sztuki walki
- Fight Nights Global
  - 2017: Zwycięzca Grand Prix Fight Nights Global w wadze ciężkiej
  - 2017: Mistrz Fight Nights Global w wadze ciężkiej

### Wushu Sanda
- Mistrzostwa Rosji (kat. powyżej 90kg)

## Lista zawodowych walk w MMA
| Wynik     | Bilans | Przeciwnik (bilans przed walką)     | Rozstrzygnięcie                  | Runda | Czas | Rozgrywki                                | Data       | Miejsce          | Uwagi |
| --------- | ------ | ----------------------------------- | -------------------------------- | ----- | ---- | ---------------------------------------- | ---------- | ---------------- | --- |
| Wygrana   | 19-3   | Jairzinho Rozenstruik (15-5)        | Decyzja (jednogłośna)            | 3     | 5:00 | UFC Fight Night: Adesanya vs. Imavov     | 01.02.2025 | Rijad            | |
| Przegrana | 18-3   | Aleksandr Wołkow (37-10)            | Decyzja (jednogłośna)            | 3     | 5:00 | UFC Fight Night: Whittaker vs. Aliskerov | 22.06.2024 | Rijad            | Co-Main Event |
| Przegrana | 18-2   | Tom Aspinall (13-3)                 | KO (ciosy pięściami)             | 1     | 1:09 | UFC 295                                  | 11.11.2023 | Nowy Jork        | Pojedynek o tymczasowe mistrzostwo UFC w wadze ciężkiej. Co-Main Event                                             |
| Wygrana   | 18-1   | Curtis Blaydes (17-3)               | TKO (ciosy pięściami w parterze) | 1     | 3:08 | UFC Fight Night: Pavlovich vs. Blaydes   | 22.04.2023 | Las Vegas        | Main Event |
| Wygrana   | 17-1   | Tai Tuivasa (15-4)                  | KO (ciosy pięściami)             | 1     | 0:54 | UFC on ESPN: Thompson vs. Holland        | 03.12.2022 | Orlando          | Bonus za występ wieczoru                                                                                           |
| Wygrana   | 16-1   | Derrick Lewis (26-9. 1 NC)          | TKO (ciosy pięściami)            | 1     | 0:55 | UFC 277                                  | 30.07.2022 | Dallas           | |
| Wygrana   | 15-1   | Szamil Abdurachimow (20-6)          | TKO (ciosy pięściami)            | 1     | 4:03 | UFC Fight Night: Volkov vs. Aspinall     | 19.03.2022 | Londyn           | Bonus za występ wieczoru                                                                                           |
| Wygrana   | 14-1   | Maurice Greene (8-2)                | TKO (ciosy pięściami)            | 1     | 2:11 | UFC Fight Night: Maia vs. Askren         | 26.11.2019 | Kallang          | |
| Wygrana   | 13-1   | Marcelo Golm (6-2)                  | KO (ciosy pięściami)             | 1     | 1:06 | UFC on ESPN+ 7: Olejnik vs. Overeem      | 20.04.2019 | Petersburg       | Bonus za występ wieczoru                                                                                           |
| Przegrana | 12-1   | Alistair Overeem (43-17. 1 NC)      | TKO (ciosy pięściami)            | 1     | 4:21 | UFC Fight Night: Blaydes vs. Ngannou 2   | 24.11.2018 | Pekin            | Debiut w UFC |
| Wygrana   | 12-0   | Kirill Sidelnikov (11-4)            | TKO (ciosy pięściami)            | 1     | 2:45 | Fight Nights Global 79                   | 19.11.2017 | Penza            | Obronił pas mistrzowski Fight Nights Global w wadze cieżkiej                                                       |
| Wygrana   | 11-0   | Mikhail Mokhnatkin (9-1-2)          | Decyzja (jednogłośna)            | 5     | 5:00 | Fight Nights Global 68                   | 02.06.2017 | Petersburg       | Zdobył pas mistrzowski Fight Nights Global w wadze cieżkiej, Finał Grand Prix Fight Nights Global w wadze ciężkiej |
| Wygrana   | 10-0   | Alexei Kudin (21-10-1)              | Decyzja (jednogłośna)            | 3     | 5:00 | Fight Nights Global 54                   | 16.11.2016 | Petersburg       | Półfinał Grand Prix Fight Nights Global w wadze ciężkiej                                                           |
| Wygrana   | 9-0    | Magomed Akhmedshaikh Gelegaev (6-0) | TKO (kolana i ciosy pięściami)   | 1     | 3:35 | Fight Nights Global 51                   | 25.09.2016 | Kaspijsk         | |
| Wygrana   | 8-0    | Chaban Ka (8-4-1)                   | TKO (ciosy pięściami)            | 1     | 1:54 | Fight Nights Global 50                   | 17.06.2016 | Petersburg       | |
| Wygrana   | 7-0    | Magomedbag Agaev (28-17)            | Decyzja (jednogłośna)            | 3     | 5:00 | Fight Nights Global 46                   | 29.04.2016 | Moskwa           | |
| Wygrana   | 6-0    | Ruben Wolf (10-6)                   | TKO (ciosy pięściami)            | 1     | 2:02 | Fight Nights Global 43                   | 11.12.2015 | Moskwa           | |
| Wygrana   | 5-0    | Sultan Murtazaliev (6-1)            | TKO (ciosy pięściami)            | 1     | 1:00 | Fight Nights Global 41                   | 25.09.2015 | Kaspijsk         | |
| Wygrana   | 4-0    | Vladimir Dayneko (3-0)              | KO (cios)                        | 1     | 0:25 | Fight Nights Global 40                   | 31.07.2015 | Soczi            | |
| Wygrana   | 3-0    | Ilja Škondrič (11-10)               | TKO (ciosy pięściami)            | 1     | 1:15 | Full Fight 1                             | 30.05.2015 | Bańska Bystrzyca | |
| Wygrana   | 2-0    | Sergey Buinachev (0-1)              | TKO (ciosy pięściami)            | 1     | 0:20 | Fight Nights Global 33                   | 21.03.2015 | Moskwa           | |
| Wygrana   | 1-0    | Alexandr Derevyanko (1-1)           | TKO (ciosy pięściami)            | 1     | 3:52 | Fight Nights Global 29                   | 20.12.2014 | Moskwa           | Debiut w zawodowym MMA                                                                                             |